# Ягубкін Олександр Геннадійович
Олександр Геннадійович Ягубкін (25 квітня 1961, Донецьк — 7 серпня 2013) — український радянський боксер-любитель, заслужений майстер спорту СРСР, чотириразовий чемпіон СРСР, чемпіон світу, триразовий чемпіон Європи, дворазовий володар Кубка світу (1983, 1985) у важкій ваговій категорії.

## Кар'єра
У дитинстві займався футболом та плаванням. Через травму закінчив заняття плаванням і з 1974 почав займатись боксом. 1978 року завоював першість СРСР серед юнаків. Наступні два роки вигравав молодіжний чемпіонат СРСР. 1980 року став абсолютним чемпіоном СРСР.
Пізніше Ягубкін виграв всі можливі титули аматорського боксу, ставав чемпіоном країни, тричі чемпіоном Європи, чемпіоном світу, переможцем Кубка світу. Не вдалося лише взяти участі у Олімпійських іграх у Лос-Анжелесi через бойкот Олімпіади соціалістичними країнами.
1980 року Олександр Ягубкін дійшов до фіналу чемпіонату СРСР, в якому програв Петру Заєву, який і отримав путівку на Олімпіаду 1980.
На чемпіонаті Європи 1981 переміг Гжегожа Скшеча (Польща), Іона Черната (Румунія) і бронзового призера Олімпіади 1980 Юргена Фанґгенела (НДР).
На чемпіонаті світу 1982 переміг Олафа Маєра (Австрія), Джевдета Печи (Югославія) і знов Гжегожа Скшеча і Юргена Фанґгенела.
На чемпіонаті Європи 1983 переміг Арнольда Вандерліде (Нідерланди), Павла Голумбяну (Румунія) і Дьюлу Алвікса (Угорщина).
На Кубку світу 1983 переміг Майкла Кенні (Нова Зеландія), Анджело Мусоне (Італія) і Луїса Кастільйо (Еквадор).
Програвши в напруженому бою Ерменегільдо Баезу (Куба) — 2-3, завоював бронзову медаль на альтернативних Олімпіаді 1984 змаганнях Дружба-84.
На чемпіонаті Європи 1985 переміг Сорена Томсена (Данія), Деяна Кирилова (Болгарія) і Дьюлу Алвікса.
На Кубку світу 1985 переміг Лі Ху Су (Корея), Майкла Бентта (США) — 4-1 і Джиммі По (Нова Зеландія).
На чемпіонаті світу 1986 переміг Домініка Д'Аміко (Канада), а у чвертьфіналі програв Майклу Бентту — 2-3.
На чемпіонаті Європи 1987 виступав у надважкій вазі і, здобувши дві перемоги, у фіналі програв Уллі Кадену (НДР) — 2-3.
Після одного з боїв 1983 року у Латинській Америці Ягубкін після виграного бою з місцевим чемпіоном відмовився від грошової нагороди (яка і так потрапила б не до нього) та наказав передати її потерпілим від повені еквадорським селянам. Спортивні діячі не могли цього простити і шукали причини, через яку могли б викинути Ягубкіна зі збірної. Вдалося це їм 1987 року, коли знайшли боксера у нетверезому стані.
Після цієї події Ягубкін вирішив спробувати свої сили у професіоналах, та Ягубкіну не дозволили залишити державу.